# Rötha
Rötha é um município da Alemanha, situado no distrito de Leipzig, no estado da Saxônia. Tem 46,03 km² de área, e sua população em 2019 foi estimada em 6.128 habitantes.